# 2-06-33

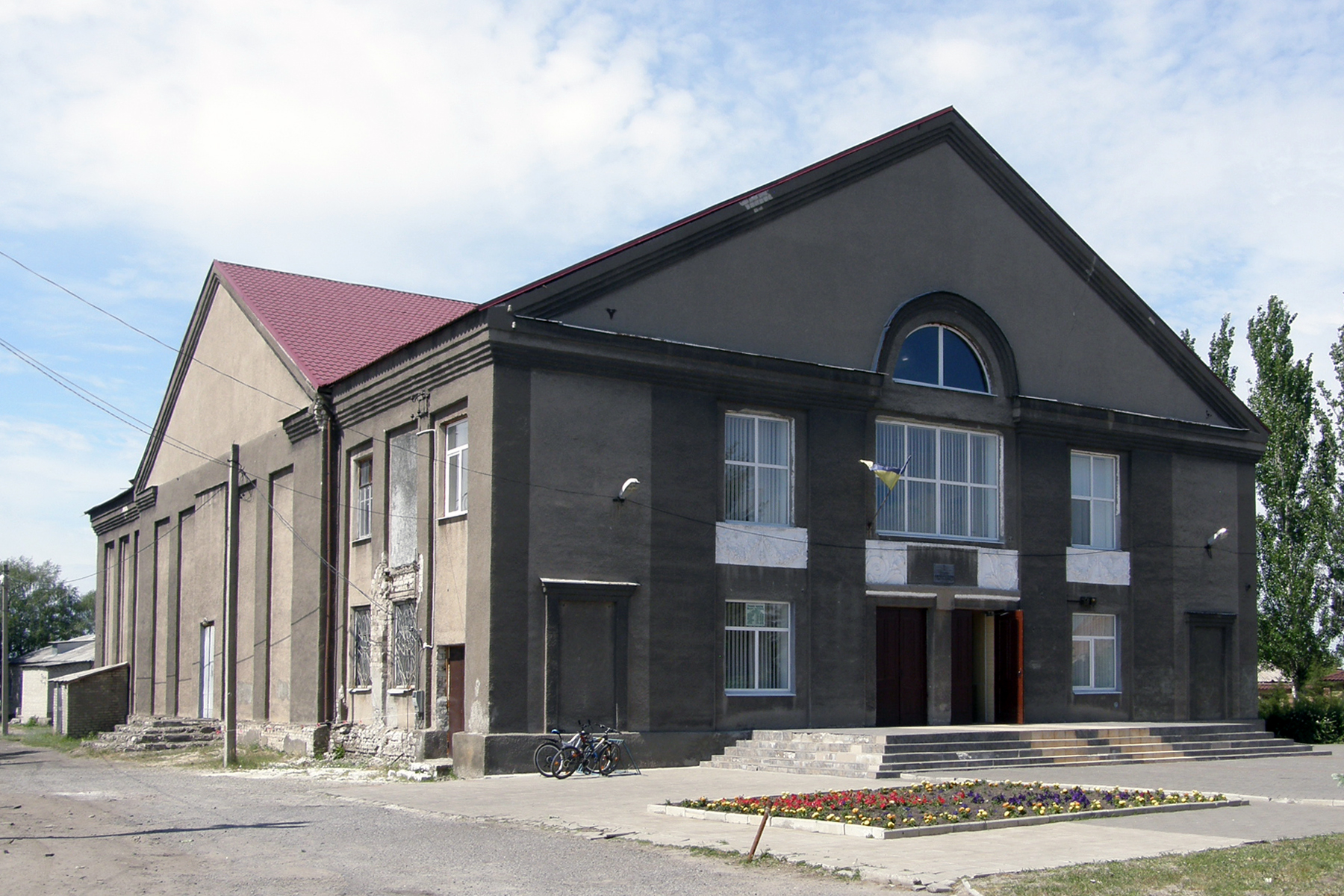
м. Лиман, Центр культури і дозвілля

2-06-33 — типовий проєкт сільського куюбу з глядацькою залою на 400 місць. Архітектори М. М. Вавировський та І. І. Султанов, Академія архітектури та будівництва СРСР та «Моссільпроєкт» Міністерства міського та сільського будівництва РРФСР. Будівлі за проєктом побудовані в Росії, Білорусі й Україні.

## Опис
Являє собою двоповерхову будівлю зі стінами з цегли або шлакоблоку. Площа забудови 988 м², корисна площа 1067 м², об'єм 7199 м³. План і всі фасади симетричні. Пізнаваною рисами є фронтони на короткій та щипець на довгій фасадах: на короткій фронтон займає всю ширину, його карниз переривається напівкруглим вікном; на довгому спирається на 5 кроків вікон. Ширина короткої фасади 5 кроків, крайні кроки без вікон, середній крок має велике вікно на другому поверсі і розділений колоною на дві двері вхід на першому. Довгий фасад має по боках від фронтону 3 кроки, посередині фасаду може бути запасний вихід.